# Renate Lachmann
Renate Lachmann (* 4. Februar 1936 in Berlin als Renate Schmohl) ist eine deutsche Slawistin, Literaturtheoretikerin und emeritierte Hochschullehrerin.

## Werdegang
Renate Lachmann studierte Slawistik und Osteuropäische Geschichte an den Universitäten in Köln und West-Berlin. 1961 wurde sie an der Universität zu Köln mit einer Studie zur ragusanischen Barockliteratur bei Reinhold Olesch promoviert. 1964 habilitierte sie sich dort mit der Monographie „Slavische Rhetoriken und Poetiken des 17. und 18. Jahrhunderts“. Von 1969 bis 1978 hatte sie den Lehrstuhl für Slavistik an der Ruhr-Universität Bochum inne. 1978 folgte sie dem Ruf nach Konstanz auf den Lehrstuhl für Allgemeine Literaturwissenschaft und Slavische Literaturen, den sie bis zu ihrer Emeritierung im Jahr 2001 innehatte. Durch ihre Konstanzer Lehrtätigkeit kam sie in Kontakt zur Forschergruppe „Poetik und Hermeneutik“, an deren Konferenzen sie ab dem Jahr 1984 teilnahm. 
1991 wurde Renate Lachmann in die Academia Europaea berufen, seit 1994 ist sie Mitglied der Philosophisch-historischen Klasse der Heidelberger Akademie der Wissenschaften. 1996/1997 war sie Fellow am Wissenschaftskolleg zu Berlin. Außerdem hatte sie Gastprofessuren in Yale, Tel Aviv, Stockholm, Prag, Moskau und Irvine inne.
Renate Lachmann war bis zu seinem Tod am 10. Mai 2016 in einer jahrzehntelangen Partnerschaft mit dem Soziologen Thomas Luckmann verbunden.

## Forschungsschwerpunkte
- Literaturtheorie (Russischer Formalismus, Strukturalismus, Bachtin)
- Rhetorik
- Intertextualität
- Gedächtnis
- Phantastik
- Kultursemiotik

## Publikationen (Auswahl)

### Monographien
- Ignjat Đorđić. Eine stilistische Untersuchung zum slavischen Barock (= Slavistische Forschungen. Bd. 5, ISSN 0583-5437). Böhlau, Köln u. a. 1964.
- Gedächtnis und Literatur. Intertextualität in der russischen Moderne. Suhrkamp, Frankfurt am Main 1990, ISBN 3-518-58019-1.
- Die Zerstörung der schönen Rede. Rhetorische Tradition und Konzepte des Poetischen (= Theorie und Geschichte der Literatur und der Schönen Künste. Reihe A: Hermeneutik, Semiotik, Rhetorik. NF Bd. 8). Fink, München 1994, ISBN 3-7705-2999-5.
- Erzählte Phantastik. Zu Phantasiegeschichte und Semantik phantastischer Texte (= Suhrkamp-Taschenbuch Wissenschaft 1578). Suhrkamp, Frankfurt am Main 2002, ISBN 3-518-29178-5.
- Lager und Literatur: Zeugnisse des GULAG. Konstanz University Press, 2019, ISBN 978-3-8353-9727-9.

### Herausgeberin
- Dialogizität (= Theorie und Geschichte der Literatur und der Schönen Künste. Reihe A: Hermeneutik, Semiotik, Rhetorik. NF Bd. 1). Fink, München 1982, ISBN 3-7705-2089-0.
- zusammen mit Anselm Haverkamp: Gedächtniskunst. Raum – Bild – Schrift. Studien zur Mnemotechnik (= Edition Suhrkamp 1653 = NF 653). Suhrkamp, Frankfurt am Main 1991, ISBN 3-518-11653-3.
- zusammen mit Anselm Haverkamp: Memoria. Vergessen und Erinnern (= Poetik & Hermeneutik. Bd. 15). Fink, München 1993, ISBN 3-7705-2736-4.
- zusammen mit Riccardo Nicolosi und Susanne Strätling: Rhetorik als kulturelle Praxis (= Figuren. Bd. 11). Fink, München 2008, ISBN 978-3-7705-4490-5.